# Halowe Mistrzostwa Europy w Łucznictwie 1985
2. Halowe Mistrzostwa Europy w Łucznictwie odbyły się w dniach 14 - 16 marca 1985 roku w Odense w Danii. 
Polska wywalczyła swój pierwszy medal halowych mistrzostw Europy. Na najniższym stopniu podium stanęła drużyna panów w składzie Konrad Kwiecień, Jan Popowicz i Krzysztof Włosik.

## Medaliści

### Seniorzy

#### Strzelanie z łuku klasycznego
| Konkurencja:           | Złoto:                                                      | Srebro:                                                   | Brąz:                                                         |
| indywidualnie kobiet   | Jelena Marfel                                               | Zebiniso Rustamowa                                        | Sirkka Karinkanta                                             |
| indywidualnie mężczyzn | Jurij Leontiew                                              | Munko Daszicerenow                                        | Göran Bjerendal                                               |
| drużynowo kobiet       | ZSRR · Jelena Marfel · Zebiniso Rustamowa · Gomboczapowa    | RFN · Erika Wölfle · Brigitte Harth · Ingeborg Ströhr     | Finlandia · Päivi Meriluoto · Sirkka Karinkanta · Aino Mäkelä |
| drużynowo mężczyzn     | ZSRR · Jurij Leontiew · Munko Daszicerenow · Jarosław Gusak | Szwecja · Göran Bjerendal · Mats Nordlander · Tommy Quick | Polska · Konrad Kwiecień · Jan Popowicz · Krzysztof Włosik    |

## Klasyfikacja medalowa
| Lp. | Państwo   | Złoto | Srebro | Brąz | Razem |
| 1.  | ZSRR      | 4     | 2      | 0    | 6     |
| 2.  | Szwecja   | 0     | 1      | 1    | 2     |
| 3.  | RFN       | 0     | 1      | 0    | 1     |
| 4.  | Finlandia | 0     | 0      | 2    | 2     |
| 5.  | Polska    | 0     | 0      | 1    | 1     |